# Pandavarmangalam
Pandavarmangalam es una ciudad censal situada en el distrito de Thoothukudi en el estado de Tamil Nadu (India). Su población es de 14954 habitantes (2011). Se encuentra a 62 km de Thoothukudi y a 56 km de Tirunelveli.

## Demografía
Según el censo de 2011 la población de Pandavarmangalam era de 14954 habitantes, de los cuales 7503 eran hombres y 7451 eran mujeres. Pandavarmangalam tiene una tasa media de alfabetización del 91,26%, superior a la media estatal del 80,09%: la alfabetización masculina es del 95,01%, y la alfabetización femenina del 87,51%.